# Ривер-Фолс (тауншип, Миннесота)
Ривер-Фолс (англ. River Falls) — тауншип в округе Пеннингтон, Миннесота, США. На 2000 год его население составило 194 человека.

## География
По данным Бюро переписи населения США площадь тауншипа составляет 58,8 км², из которых 58,7 км² занимает суша, а 0,1 км² — вода (0,18 %).

## Демография
По данным переписи населения 2000 года здесь находились 194 человека, 70 домохозяйств и 59 семей.  Плотность населения —  3,3 чел./км².  На территории тауншипа расположено 80 построек со средней плотностью 1,4 построек на один квадратный километр. Расовый состав населения: 98,97 % белых, 0,52 % афроамериканцев и 0,52 % азиатов.
Из 70 домохозяйств в 32,9 % воспитывались дети до 18 лет, в 75,7 % проживали супружеские пары, в 5,7 % проживали незамужние женщины и в 15,7 % домохозяйств проживали несемейные люди. 12,9 % домохозяйств состояли из одного человека, при том 5,7 % из — одиноких пожилых людей старше 65 лет. Средний размер домохозяйства — 2,77, а семьи — 3,03 человека.
27,3 % населения — младше 18 лет, 6,7 % — в возрасте от 18 до 24 лет, 26,3 % — от 25 до 44, 28,4 % — от 45 до 64, и 11,3 % — старше 65 лет. Средний возраст — 39 лет. На каждые 100 женщин приходилось 104,2 мужчин.  На каждые 100 женщин старше 18 приходилось 116,9 мужчин.
Средний годовой доход домохозяйства составлял 43 750 долларов, а средний годовой доход семьи —  46 250 долларов. Средний доход мужчин —  33 750  долларов, в то время как у женщин — 20 536. Доход на душу населения составил 17 186 долларов. За чертой бедности находились 3,4 % семей и 5,1 % всего населения тауншипа, из которых 3,3 % младше 18 лет.